# Ваш (жупанија)
Жупанија Ваш (мађ. Vas megye) је једна од прекодунавских жупанија Мађарске, налази се у западној прекодунавској регији.
Жупанија лежи на крајњем западном делу Мађарске. Своје границе дели са Аустријом, Словенијом и мађарским жупанијама Ђер-Мошон-Шопрон, Веспрем и Зала. Површина жупаније је 3.336 km².

## Историја
Ваш је такође било име бивше административне јединице Мађарске краљевине. делови тадашње жупаније се данас налазе у западној Мађарској, источној Аустрији| и источној Словенији. Седиште жупаније је био, исто као и данас у Сомбатхељу.
Ваш је била једна од првих административних јединица бивше краљевине.
После Првог светског рата 1918. године, потврђено Тријанонским споразумом 1920. године, мањи део је припао Краљевини СХС, данас то су подручја Словеније а већи део Аустрији, данашњој покрајини Бургенланд.
После Првог светског рата, током разних превирања по Европи, у тадашњем Венвидеку (Vendvidék) је од стране тамошњих словенаца основана непризната Република Прекмурје. Преостали део је остао у Мађарској под истим именом Ваш и придодат јој је мали део од Шопрона. Нека насеља северно од Залаегерсега су припојена Зала жупанији а мали део западно од Папе су припојена Веспрему.
У жупанији и данас живе словеначке националне мањине и то највише у пределима између града Сентготарда и словеначке границе.

## Демографија
Ваш жупанија је састављена од великог броја малих општина. Популација тих општина (59% општина) не прелази број од 500 становника. У градовима живи 56% популације а једна петина укупног становништва живи у седишту жупаније.

### Котари у Ваш жупанији
У Вашу постоји 9 котара.
Котари у Ваш жупанији са основним статистичким подацима::
| Име котара      | Седиште      | Површина (km²) | Број становника (1. јануар 2007) | Број насеља |
| --------------- | ------------ | -------------- | -------------------------------- | ----------- |
| Целдемелкски    | Целдемелк    | 474,13         | 25.670                           | 28          |
| Чепрешки        | Чепрег       | 184,88         | 10.799                           | 16          |
| Кермендски      | Керменд      | 330,91         | 21.834                           | 25          |
| Кесешки         | Кесег        | 185,08         | 18.306                           | 15          |
| Ерисентпетерски | Ерисентпетер | 305,23         | 6.937                            | 22          |
| Шарварски       | Шарвар       | 601,96         | 3.6918                           | 32          |
| Сентготардски   | Сентготард   | 233,43         | 14.983                           | 15          |
| Сомбатхељски    | Сомбатхељ    | 646,37         | 113.252                          | 40          |
| Вашварски       | Вашвар       | 374,14         | 14.552                           | 23          |

### Градови са општинском управом
Жупанија Ваш има 1 градски округ, 12 градова и 203 села.
- Сомбатхељ Szombathely, (113.252), (седиште)

### Градови са статусом носиоца општине
(Ред списка је направљен по опадајућем низу броја становника датог места, попис је из 2001. године, курзивним текстом су написана оригинална имена на мађарском језику), а у заградама је број становника.
- Шарвар Sárvár, (15,651)
- Керменд Körmend, (12,616)
- Кесег , (11,731)
- Целдемелк Celldömölk, (11,650)
- Сентготард Szentgotthárd, (9,090)
- Вашвар Vasvár, (4,705)
- Чепрег Csepreg, (3,640)
- Бик , (3,122)
- Репцелак Répcelak, (2,697)
- Ерисентпетер Őriszentpéter, (1,293)

### Општинска насеља
| - Ачад , - Алшоселнек , - Алшоујлак , - Андрашфа , - Апатиштванфалва , - Бајаншење , - Балогуњом , - Бејцђерћанош , - Бербалтавар , - Бе , - Боба , - Бегет , - Бегете , - Боргата , - Божок , - Бозаји , - Бучу , - Цак , - Чернелхазадамоња , - Чакањдоросло , - Чаниг , - Чехи , - Чехиминдсент , - Чемпескопач , - Чење , - Чипкерек , - Ченге , - Черетнек , - Дарабошхеђ , - Деберхеђ , - дерешке , - Дозмат , - Дука , - Егервелђ , - Еђхазашхеће , | - Еђхазашхолош , - Еђхазашрадоц , - Фелшечатар , - Фелшејаношфа , - Фелшемарац , - Фелшеселнек , - Гастоњ , - Генчапати , - Гершекарат , - Герце , - Гор , - Ђаногеређе , - Ђенђешфалу , - Ђервар , - Халашто , - Халођ , - Харастифалу , - Хеђфалу , - Хеђхатходас , - Хеђхатшал , - Хеђхатсентјакаб , - Хеђхатсентмартон , - Хеђхатсентпетер , - Хорватлеве , - Хорватжидањ , - Хосуперестег , - Икервар , - Икланберењ , - Ишпанк , - Иванц , - Јак , - Јакфа , - Јаношхаза , - Карако , | - Катафа , - Калд , - Кам , - Келед , - Кеменешкаполна , - Кеменешмагаши , - Кеменешмихаљфа , - Кеменешпалфа , - Кеменешшемјен , - Кеменешсентмартон , - Кемештародфа , - Кенез , - Кењери , - Керцасомор , - Керкашкаполна , - Кетвелђ , - Кишракош , - Кишшомљо , - Кишуњом , - Кишжидањ , - Кечк , - Кондорфа , - Кесегдоросло , - Кесегпаћ , - Кесегсердахељ , - Лоч , - Лукачхаза , - Мађарлак , - Мађарнадаља , - Мађарсечед , - Мађарсомбатфа , - Међешковачи , - Међехид , - Мершеват , | - Мештерхаза , - Мештери , - Меслен , - Микошсеплак , - Молнасечед , - Нађгерешд , - Нађкелкед , - Нађмиздо , - Нађракош , - Нађшимоњи , - Нађтилај , - Надашд , - Нараи , - Нарда , - Немешбед , - Немешчо , - Немешкерестур , - Немешкоч , - Немешколта , - Немешладоњ , - Немешмедвеш , - Немешремпехолош , - Ницк , - Његер , - Оласфа , - Елбе , - Олмод , - Орфалу , - Еримађарошд , - Оштфиасоњфа , - Оско , - Пачоњ , - Панкас , - Папоц , | - Пецел , - Перење , - Пересње , - Петемихаљфа , - Пинкаминдсент , - Порноапати , - Порпац , - Пошфа , - Пустачо , - Пишпекмолнари , - Рабађармат , - Рабахидвег , - Рабапаћ , - Рабатетеш , - Радоцкелкед , - Ратот , - Репцесентђерђ , - Ренек , - Рум , - Шајтошкал , - Шалкевешкут , - Шарфимиздо , - Ше , - Шимашаг , - Шитке , - Шепте , - Шоркифалуд , - Шоркикаполна , - Шорокполањ , - Шотоњ , - Сакњер , - Сакоњфалу , - Салафе , - Сарвашкенд , | - Сата , - Селеште , - Семење , - Сентпетерфа , - Сергењ , - Сеце , - Танакајд , - Тапласенткерест , - Телекеш , - Токорч , - Томпаладоњ , - Темерд , - Тормашлигет , - Тороњ , - Урајиујфалу , - Вамошчалад , - Вашаља , - Вашарошмишке , - Вашасоњфа , - Вашегерсег , - Вашхосуфалу , - Вашкерестеш , - Вашшурањ , - Вашсечењ , - Вашсентмихаљ , - Вашсилвађ , - Ват , - Велем , - Велемер , - Веп , - Висак , - Венецк , - Жедењ , - Жење . |